# Hierarquia militar da Organização do Tratado do Atlântico Norte

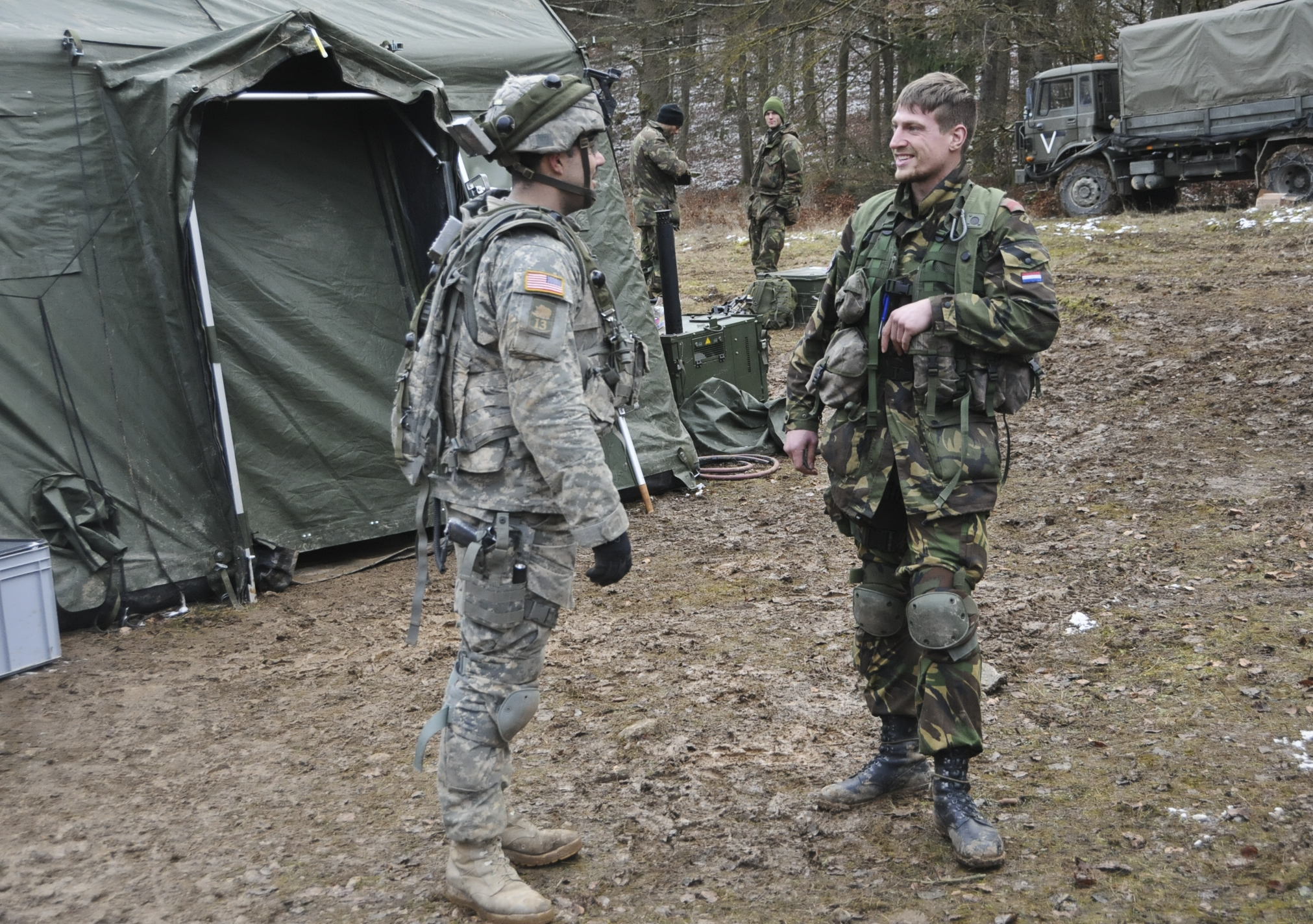
Médicos dragões e soldados holandeses conduzem avaliações médicas durante um comboio logístico em Hohenfels, Alemanha, em 25 de janeiro de 2015, no âmbito do Allied Spirit I, fortalecendo laços entre aliados e parceiros.

São combinações utilizadas para padronizar e classificar patentes especificas de países integrantes da Organização do Tratado do Atlântico Norte.

## Classificação
NATO mantém um "escala padrão", na tentativa de corresponder a da hierarquia militar de cada país membro, corresponder a de outros países membros. As categorias de classificação foram estabelecidos no documento "STANAG 2116", formalmente intitulado "NATO Codes for Grades of Military Personnel". Há três escalas, apesar de nem todos os países utilizarem as escalas da NATO, ou ter mais de uma classificação em alguns países.

### Oficiais Superiores (OF 1–10)
- São utilizados para oficiais, como generais e coronéis .[1]

### Warrant Officers(WO1–CW5)
- A maioria dos países não tem uma escala intermediária entre Oficiais e Outras Patentes (ver abaixo). A escala WO1–WO5 são utilizados somente pelas Forças Armadas dos EUA.

### Outras Patentes (OR1–OR9)
- São utilizados para todas as outras patentes,[2] incluindo suboficiais e soldados.

## Hierarquia por país

#### Exército
Divisões das Forças Terrestres da NATO

#### Aeronáutica
Divisões das Forças Aéreas da NATO

#### Marinha
Divisões das Forças Navais da NATO